# Бесканса, Каролина
Каролина Беска́нса Эрна́ндес (исп. Carolina Bescansa Hernández; род. 13 февраля 1971, Сантьяго-де-Компостела) — испанский социолог и политолог, один из основателей политической партии Подемос. С 20 декабря 2015 года является депутатом, избранным от Подемос по избирательному округу Мадрид.

## Профессиональная карьера
В 18 лет Каролина Бесканса уехала в Гранаду, для изучения социологии и политологии. Продолжила своё обучение в Мадриде, где специализировалась по конституционному праву и политологии. В дальнейшем, стала стипендиатом FPI, что позволило ей начать докторскую диссертацию, которую Каролина завершила позже на кафедре социологии Калифорнийского университета в Сан-Диего, благодаря программе для иностранцев (EAP), действующей в этом университете.
В 1995 году начала проводить занятия в Мадридском университете Комплутенсе, где является преподавателем методологии факультета политологии и социологии.

## Политическая карьера
11 марта 2014 года Каролина Бесканса, Пабло Иглесиас и Хуан Карлос Монедеро зарегистрировали Подемос как политическую партию. И хотя этот факт делает её одним из основателей организации, Каролина Бесканса говорит, что её подпись при регистрации партии — просто формальность.
После выборов в Европейский парламент (2014), в списки которых она не вошла, Каролина Бесканса стала чаще появляться на мероприятиях партии и в теледискуссиях. 15 ноября 2014 года на закрытии учредительного собрания Sí Se Puede, Каролина Бесканса была избрана членом гражданского совета (руководство партии), получив почти 85 % голосов и став таким образом женщиной с самыми большими представительскими обязанностями своей партии.
В 2015 году заняла второе место в списке Подемос на конгрессе депутатов по избирательному округу Мадрид на всеобщих выборах в Испании и получила место в парламенте. В день учреждения генеральных кортесов Испании, выставила свою кандидатуру на пост президента конгресса депутатов, выступив против социалиста, бывшего лендакари Пачи Лопеса — договорного кандидата от Народной партии (PP), Испанской социалистической рабочей партии (PSOE) и гражданской партии — Граждане (Ciudadanos). При голосовании получила поддержку 71 депутата (69 голосов от Подемос и 2 от Народного единства), что было недостаточно, чтобы преодолеть барьер в 130 голосов, набранных Лопесом (90 от Социалистической партии и 40 от Граждан). Однако СМИ придали большее значение тому факту, что она принесла своего шестимесячного ребёнка в конгресс, держала его на руках в течение всего заседания нижней палаты и кормила грудью в депутатском кресле.

## Личная жизнь
Каролина Бесканса является внучкой Рикардо Бесканса Кастилья, основателя и управляющего известной в Сантьяго-де-Компостела косметической компании Laboratorios Bescansa, и племянницей Рикардо Бесканса Мартинеса, основателя транснациональной компании Televés. Каролина — мать двоих сыновей. Себя считает очень преданной родному городу Сантьяго-де-Компостела и любительницей бега (пробежала Роттердамский марафон в 2010 году).